# Дамс, Эмиль
Эмиль Дамс (нидерл. Émile Daems; 4 апреля 1938, Genval, Брабант, Бельгия — 17 октября 2024, Вавр, Валлония) — бельгийский профессиональный шоссейный велогонщик в 1959—1966 годах. Победитель этапов Гранд-туров Тур де Франс и Джиро д’Италия, многодневной велогонки Джиро ди Сардиния (1961), однодневных велогонок: Джиро ди Ломбардия (1960), Джиро дель Аппеннино (1960), Натионале Слёйтингспрейс (1960), Тур Тичино (1961, 1962), Милан — Сан-Ремо (1962), Париж — Рубе (1963).
Дамс умер в Вавре 17 октября 2024 года в возрасте 86 лет.

## Достижения
1958
1-й Тур Берлина — Генеральная классификация U23
1-й Гран-при Генерала Паттона — Генеральная классификация
2-й Grand Prix François-Faber
2-й Тур Бельгии (любители)
3-й Брюссель — Опвейк
3-й Чемпионат Бельгии — Групповая гонка (любители)
8-й Тур Австрии — Генеральная классификация
10-й Чемпионат мира — Групповая гонка (любители)
1960
1-й Джиро ди Ломбардия
1-й Джиро дель Аппеннино
1-й — Этап 8b Рим – Неаполь – Рим
1-й — Этапы 9a и 29 Джиро д’Италия
1-й Натионале Слёйтингспрейс
3-й Шесть дней Брюсселя (трек)
10-й Флеш Валонь
1961
1-й Джиро ди Сардиния — Генеральная классификация
1-й Тур Тичино
1-й — Этап 3 Тур де Франс
4-й Тур Фландрии
6-й Париж — Рубе
6-й Париж — Брюссель
6-й Льеж — Бастонь — Льеж
1962
1-й — Этап 2a Париж — Ницца
1-й Милан — Сан-Ремо
1-й Тур Тичино
1-й — Этап 5a Джиро ди Сардиния
2-й  Тур де Франс — Очковая классификация
1-й — Этапы 5, 16 и 18
2-й Париж — Рубе
3-й Чемпионат Бельгии — Групповая гонка
3-й Супер Престиж Перно
3-й Шесть дней Брюсселя (трек)
4-й Джиро ди Ломбардия
1963
1-й Париж — Рубе
1-й — Этапы 3 и 7 Mi-août en Bretagne
2-й Брабантсе Пейл
3-й Тур Тичино
8-й Тур Фландрии
10-й Супер Престиж Перно
1965
2-й Гран-при Вилворде
3-й Гран-при Ефа Схеренса

## Статистика выступлений

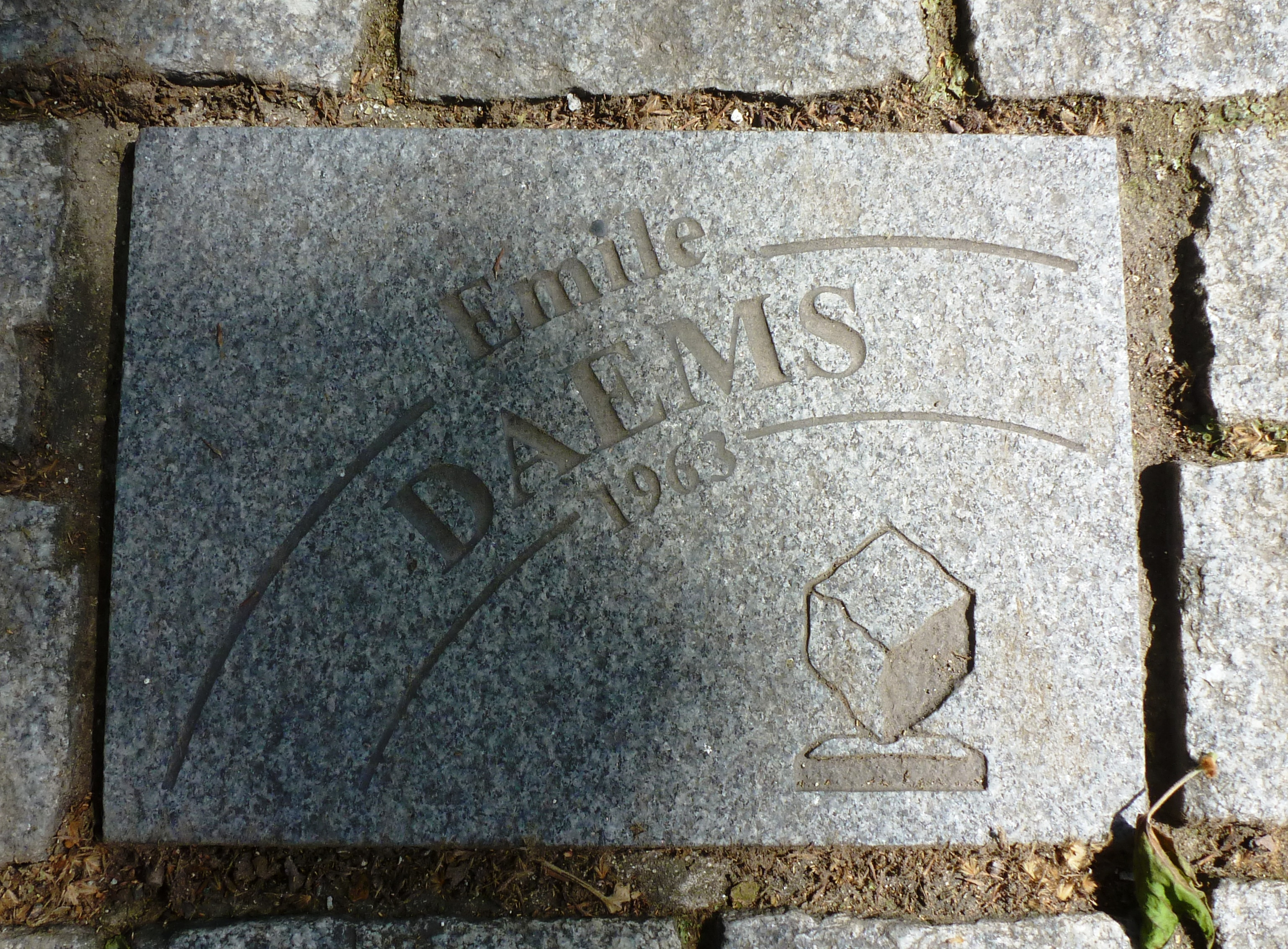
Мемориальная доска в честь победы на Париж — Рубе 1963

### Гранд-туры
| Гранд-тур                 | 1960 | 1961 | 1962 | 1963 | 1964 |
| ------------------------- | ---- | ---- | ---- | ---- | ---- |
| Джиро д’Италия            | 84   | —    | НФ   | —    | —    |
| Тур де Франс              | —    | НФ   | 13   | 67   | НФ   |
| (c 2010 ) Вуэльта Испании | —    | —    | —    | —    | —    |

| —  | Не участвовал  |
| НФ | Не финишировал |